# 케이티 로스
케이티 로스(Katie Lowes, 1982년 9월 22일 ~ )는 미국의 배우이다.